# Leone
El leone és la unitat monetària de Sierra Leone. El codi ISO 4217 és SLL i s'abreuja Le. Tradicionalment s'ha subdividit en 100 cents o cèntims, tot i que ara la moneda fraccionària ja no s'utilitza.
El leone (denominació presa del nom de l'estat) es va adoptar el 1964, tres anys després de la independència, en substitució de la lliura de l'Àfrica Occidental a raó de 2 leones per lliura.
Emès pel Banc de Sierra Leone (Bank of Sierra Leone), en circulen monedes de 10, 50, 100 i 500 leones, i bitllets de 50, 100, 500, 1.000, 2.000, 5.000 i 10.000 leones.

## Taxes de canvi
- 1 EUR = 3.031,89 SLL (3 de juny del 2006)
- 1 USD = 2.360,00 SLL (3 de juny del 2006)